# 玛西亚·芭楚莎
玛西亚·芭楚莎（英語：Marcia Bartusiak）是一位美国科学记者和科普作家，1971年本科毕业于美利坚大学，1979年硕士毕业于老道明大學，现为麻省理工学院教员，主要作品有《那一天，我们发现宇宙》（The Day We Found the Universe，2009）、《爱因斯坦的未完成交响曲》（2000）等。